# Moša Pijade
Moša Pijade (a veces escrito Mosha Pijade; serbio cirílico: Мoшa Пиjaдe; Belgrado, 1890 - París, 1957), apodado Čiča Janko (Чича Јанко o tío Janko) fue un prominente político e intelectual yugoslavo comunista de origen judío sefardí. Fue un estrecho colaborador de Josip Broz Tito, expresidente de la Yugoslavia socialista, y perteneció a la Academia Serbia de Ciencias y Artes.

## Biografía
Nació el 4 de enero de 1890 en Belgrado (Reino de Serbia). Después de terminar la escuela primaria y la secundaria en 1905, asistió a la escuela de arte de Belgrado hasta 1910, y continuó con sus estudios de arte en Múnich y París, tras lo que retornó a Belgrado como profesor de arte. En su juventud, Pijade fue pintor, crítico de arte y publicista. También fue conocido por traducir Das Kapital de Karl Marx al serbocroata. Se le atribuye una gran influencia en la ideología marxista durante el antiguo régimen en el Reino de Yugoslavia. En 1925, fue condenado a catorce años de prisión a causa de sus "actividades revolucionarias" tras la Primera Guerra Mundial. Durante su estancia en la prisión de Lepoglava conoció a Josip Broz Tito, de quien se convirtió en asistente. También cumplió condena en Sremska Mitrovica, donde conoció y entabló una gran amistad con Samuel Polak, otro prominente judío yugoslavo. Liberado después de catorce años en 1939, fue encarcelado de nuevo en 1941.
En la Segunda Guerra Mundial y tras la Invasión de Yugoslavia por las Potencias del Eje, fue conocido como el creador de los llamados «reglamentos de Foča» (1942), que describían la fundación y actividad de los comités de liberación en los territorios liberados durante la guerra contra los nazis. En noviembre de 1943, antes del segundo congreso del Consejo Antifascista de Liberación Nacional de Yugoslavia en Jajce, inició la fundación de Tanjug, que se convertiría en la agencia estatal de noticias de la República Federal Socialista de Yugoslavia, y posteriormente de Serbia.
Pijade ocupó altos cargos políticos durante y después de la Segunda Guerra Mundial, y fue miembro del Comité Central y del Buró Político del Partido Comunista de Yugoslavia. Fue uno de los líderes de los partisanos de Tito y posteriormente fue proclamado Héroe del Pueblo de Yugoslavia. Fue uno de los seis vicepresidentes de la Presidencia del Parlamento yugoslavo (subjefe de estado) entre 1945 y 1953.
Durante el sexto congreso del PCY, celebrado en Zagreb en noviembre de 1952, se mostró favorable a una descentralización del control de la industria por el gobierno yugoslavo, dentro de la transformación socioeconómica del país.
Después de haber presidido la comisión legislativa del Parlamento, fue Vicepresidente (1953-1954) y Presidente del Parlamento yugoslavo o Skupstina (1954-1955), así como asesor político de Tito. Murió en París en 1957, durante el regreso de una visita a Londres, donde viajó como líder de una delegación parlamentaria yugoslava.
Tras su muerte, numerosas calles e institutos de la ex Yugoslavia llevaron su nombre. Está enterrado en la «Tumba de los héroes nacionales» en el Kalemegdan, junto a Ivo Lola Ribar, Đuro Đaković e Ivan Milutinović.

## Legado

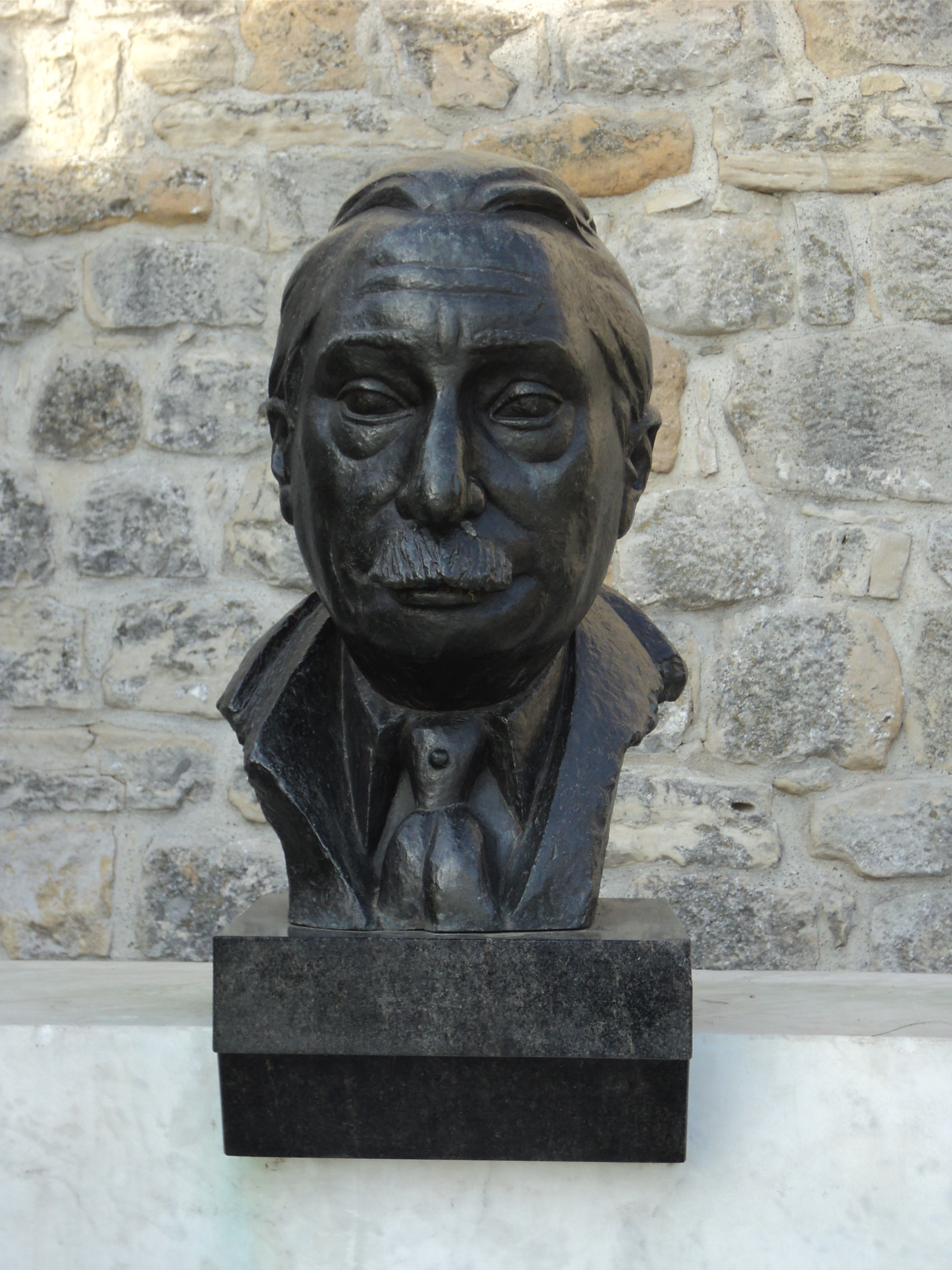
Busto de Moša Pijade en Kalemegdan.

Pijade está considerado uno de los más importantes teóricos del marxismo en la ex Yugoslavia. A sus propuestas descentralizadoras en economía se sumaron en los últimos años de su vida algunos artículos en los que puso en duda la importancia de la ayuda soviética a los partisanos en su levantamiento contra la ocupación del Eje en Yugoslavia.
En su obituario, The Guardian publicó:

"Si no hubiera habido una ruptura con Rusia, y Yugoslavia se hubiera sometido a una de esas purgas que se llevó a cabo en el resto de Europa del Este, él nunca podría haber sobrevivido. Tenía exactamente el fondo que más le disgustaba a Stalin y del que más desconfiaba: era judío, veterano comunista (con ideas leninistas antiguas), un líder de la resistencia durante la guerra y, sobre todo, no se le había formado en Moscú".
The Guardian, 18 de marzo de 1957.

Fiel a su origen judío, facilitó la salida de judíos hacia Israel con todos sus bienes personales y colaboró estrechamente con los dirigentes de la Federación de Comunidades Judías.